# Геди
Геди (итал. Ghedi) је насеље у Италији у округу Бреша, региону Ломбардија.
Према процени из 2011. у насељу је живело 16351 становника. Насеље се налази на надморској висини од 86 м.

## Становништво
| 1951.  | 1961.  | 1971.  | 1981.  | 1991.  | 2001.  | 2011.  |
| ------ | ------ | ------ | ------ | ------ | ------ | ------ |
| 10.638 | 11.240 | 11.622 | 12.750 | 14.194 | 15.627 | 18.321 |